# IJzermonument (Nieuwpoort)

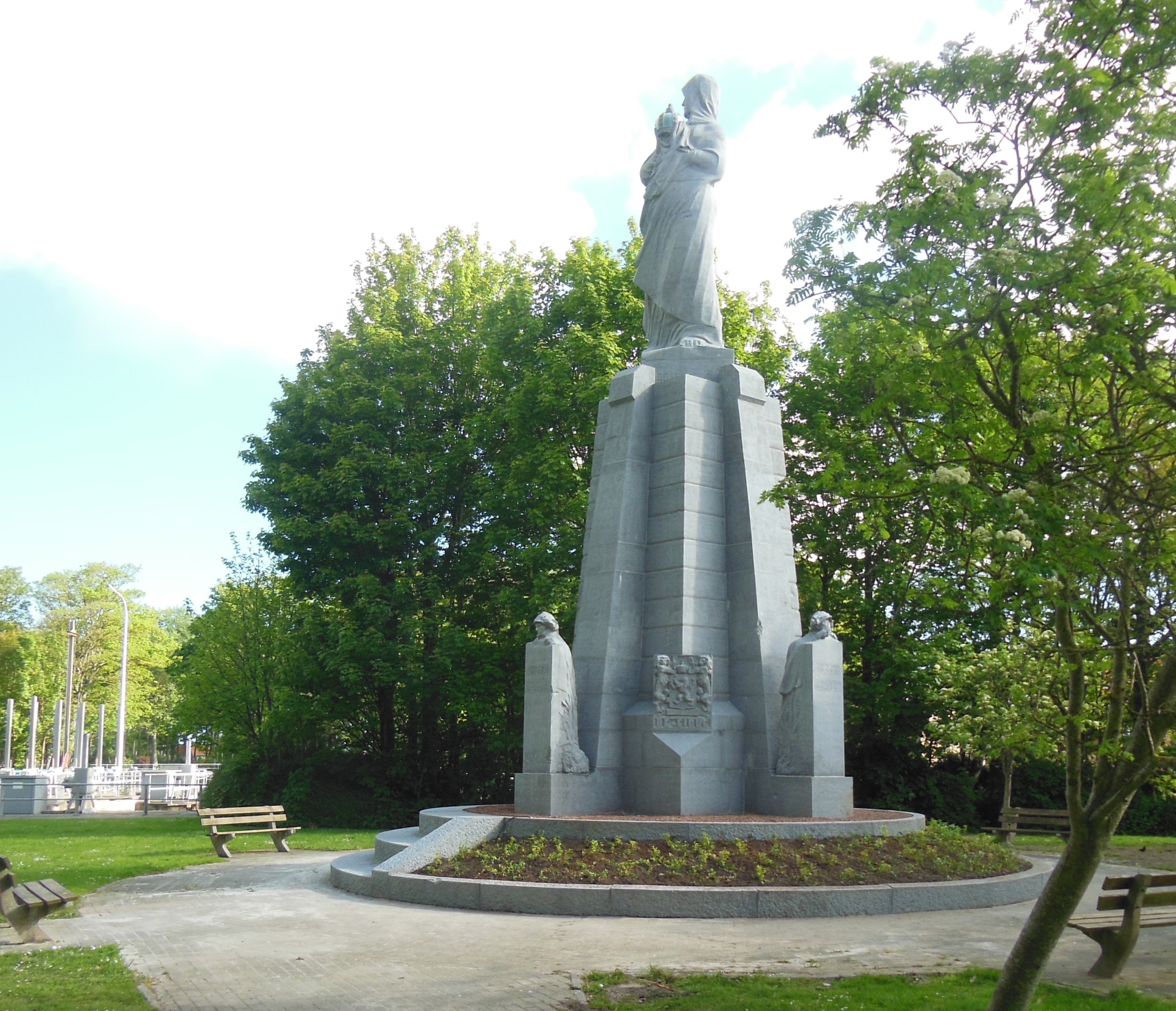
Het IJzermonument te Nieuwpoort

Het IJzermonument of IJzergedenkteken staat vlak bij de Iepersluis, onderdeel van de Ganzepoot, in Nieuwpoort. Het is ontworpen door de Belgische beeldhouwer Pieter Braecke en werd ingewijd op 26 oktober 1930. Het gedenkteken is gewijd aan de Eerste Wereldoorlog.
Het is een monument van een vrouw die op een hoge zuil staat en met haar handen de Belgische kroon beschermt. Het beeld staat gericht naar het Westen, om de simpele reden dat de vijanden (de Duitsers) vanuit het oosten kwamen. Er staan nog vier figuren om het beeld heen die de Belgische weerstand voorstellen: een gekwetste soldaat, een blinde, een zieke en een weerbare.